# Putsch in Burundi 2015
Der Putsch in Burundi bezeichnet einen blutigen Putschversuch im Mai 2015, der sich gegen den amtierenden Präsidenten Pierre Nkurunziza richtete. Geführt wurde dieser Putschversuch vom ehemaligen Geheimdienstkommandeur General Godefroid Niyombare.

## Vorgeschichte
Pierre Nkurunziza wurde 2005 von der Nationalversammlung zum Präsidenten gewählt und 2010 in einer allgemeinen Wahl mit 91 % der abgegebenen Stimmen im Amt bestätigt. Die Wahl 2010 war von der Opposition boykottiert worden. Im April 2015 kündigte Nkurunziza an, sich für eine dritte Amtszeit zur Verfügung zu stellen. Oppositionelle wiesen darauf hin, dass es gemäß der burundischen Verfassung einem Präsidenten nicht erlaubt ist, sich für drei Amtszeiten zu bewerben. Unterstützer einer dritten Amtszeit hoben hervor, dass die erste Amtszeit nicht zähle, weil er nicht vom Volk gewählt worden war.

## Verlauf
Im April gab es mehrere Proteste, vor allem in der Hauptstadt Bujumbura, gegen Nkurunzizas Partei CNDD-FDD, die allgemein friedlich verliefen. Am 25. April 2015 verkündete die CNDD-FDD, dass Nkurunziza ihr offizieller Präsidentschaftskandidat für die nächsten Wahlen sei. Am 26. April 2015 kam es zu Protesten gegen Nkurunziza, wobei die Polizei gewaltsam eingriff und sechs Personen starben. Drei Rundfunkstationen und das Pressehaus (Maison de la Presse) wurden am gleichen beziehungsweise am darauf folgenden Tag geschlossen. Die burundischen Streitkräfte verhielten sich während dieser Proteste eher zurückhaltend, zum Teil sogar schützend gegenüber den Protesten. Allerdings war zu diesem Zeitpunkt nicht klar, ob dies so bleiben würde, da die Streitkräfte zum Teil aus integrierten Rebellen bestehen, die dem CNDD-FDD nahestehen. Als Reaktion entsandte UN-Generalsekretär Ban Ki-moon den Special Envoy Said Djinnit nach Burundi und der burundische Senat rief das Verfassungsgericht an, um die Frage nach der dritten Amtszeit zu klären. Rund 24.000 Menschen flohen in benachbarte Länder.
In den darauf folgenden Wochen bis zum 13. Mai 2015 gingen die Proteste weiter, wobei die Zahl der Todesopfer auf 20 und die Zahl der Flüchtlinge auf 50.000 stiegen. Währenddessen favorisierte das Verfassungsgericht die Position Nkurunziza, hatte aber kein Urteil gesprochen, da einer ihrer Richter wegen Morddrohungen ins Ausland geflüchtet war. Zudem wurde von der Ostafrikanischen Gemeinschaft ein Gipfeltreffen der Staats- und Regierungschefs im tansanischen Daressalam vorbereitet, das für den 13. Mai 2015 angesetzt wurde. Neben den Mitgliedern kündigten sich auch Joseph Kabila, Präsident der Demokratischen Republik Kongo, Cyril Ramaphosa, Vizepräsident Südafrikas, und die US-Amerikanerin Linda Thomas-Greenfield, Assistant Secretary of State for African Affairs (Ministerialdirektorin für afrikanische Angelegenheiten), an.
Am 13. Mai 2015 verkündete Godefroid Niyombare im Rundfunk, dass die Regierung abgesetzt und das Parlament aufgelöst sei. Das Präsidialamt Burundis dementierte diese Meldung. Daraufhin kam es zu Kämpfen zwischen regierungstreuen Soldaten und den Putschisten. Nkurunziza war während des Putsches am 13. Mai bereits in Tansania, um dem Gipfel beizuwohnen. Er versuchte, mit seiner Regierungsmaschine in Burundi zu landen, musste allerdings wieder nach Tansania umkehren, da der Flughafen Bujumbura geschlossen worden war.
Am 14. Mai 2015 verkündete der Generalstabschef der Streitkräfte von Burundi, Prime Niyongabo, dass „alle strategischen Punkte unter Kontrolle der Regierungstruppen“ seien und zeitnah bekräftigte auch der amtierende Präsident Nkurunziza, dass die Regierung weiter ihre Aufgaben ausübe. Es gab kämpfe um das Nationale Radiostudio RTNB ansonsten soll die Lage in der Hauptstadt relativ ruhig gewesen sein. Weiteres wurde berichtet, dass der Präsident es geschafft hat, in das Land wieder zurückzukehren.
Am 15. Mai 2015 verkündete die Regierung erste Festnahmen von Generälen und der Putschanführer seine Niederlage. Seither befindet sich das Land im Ausnahmezustand, ca. 100.000 Menschen sind auf der Flucht.
Die verschobene Parlamentswahl fand am 29. Juni 2015 statt. Der Ablauf wurde von UN-Beobachtern kritisiert. Die Wahl sei nicht frei und nicht fair verlaufen. Die Oppositionsparteien boykottierten die Wahl. Die Regierungspartei erhielt 77 der 100 Sitze, 21 Sitze gingen trotz des Boykotts an das Oppositionsbündnis Indépendants de l’espoir.